# Stevan Sremac
Œuvres principales
- Pop Ćira i pop Spira (1898)
- Zona Zamfirova (1906)

Stevan Sremac (en serbe cyrillique : Стеван Сремац ; né le 11 novembre 1855 à Senta et mort le 3 août 1906 à Sokobanja) est un écrivain serbe. Son œuvre, réaliste, est surtout composée de romans et de nouvelles. Il a été membre de l'Académie royale de Serbie. L'écrivain figure sur liste des 100 Serbes les plus éminents choisis par l'Académie serbe des sciences et des arts en 1993.

## Biographie
Stevan Sremac est né à Senta ; sa maison natale est aujourd'hui inscrite sur la liste des monuments culturels de grande importance de la république de Serbie (identifiant no SK 1235). Il passe son enfance dans sa ville natale, à un moment où la Voïvodine faisait partie de l'empire d'Autriche. Il perd très tôt ses parents et fut recueilli par son oncle Jovan Đorđević, qui était écrivain et historien et qui habitait Belgrade, dans la principauté de Serbie, province autonome au sein de l'Empire ottoman. Stevan Sremac poursuit ainsi ses études secondaires à Belgrade puis il suit des études de droit et de philosophie et devient professeur, métier qu'il a exercé tout le reste de sa vie. En revanche, comme une sorte de parenthèse dans sa vie, il a participé à la seconde guerre serbo-turque de 1877-1878 puis il a enseigné l'histoire, la géographie et la littérature à Niš de 1879 à 1892, dans un lycée qui porte aujourd'hui son nom, mais aussi à Pirot et à Sokobanja.

Personnage et lieux liés à Stevan Sremac
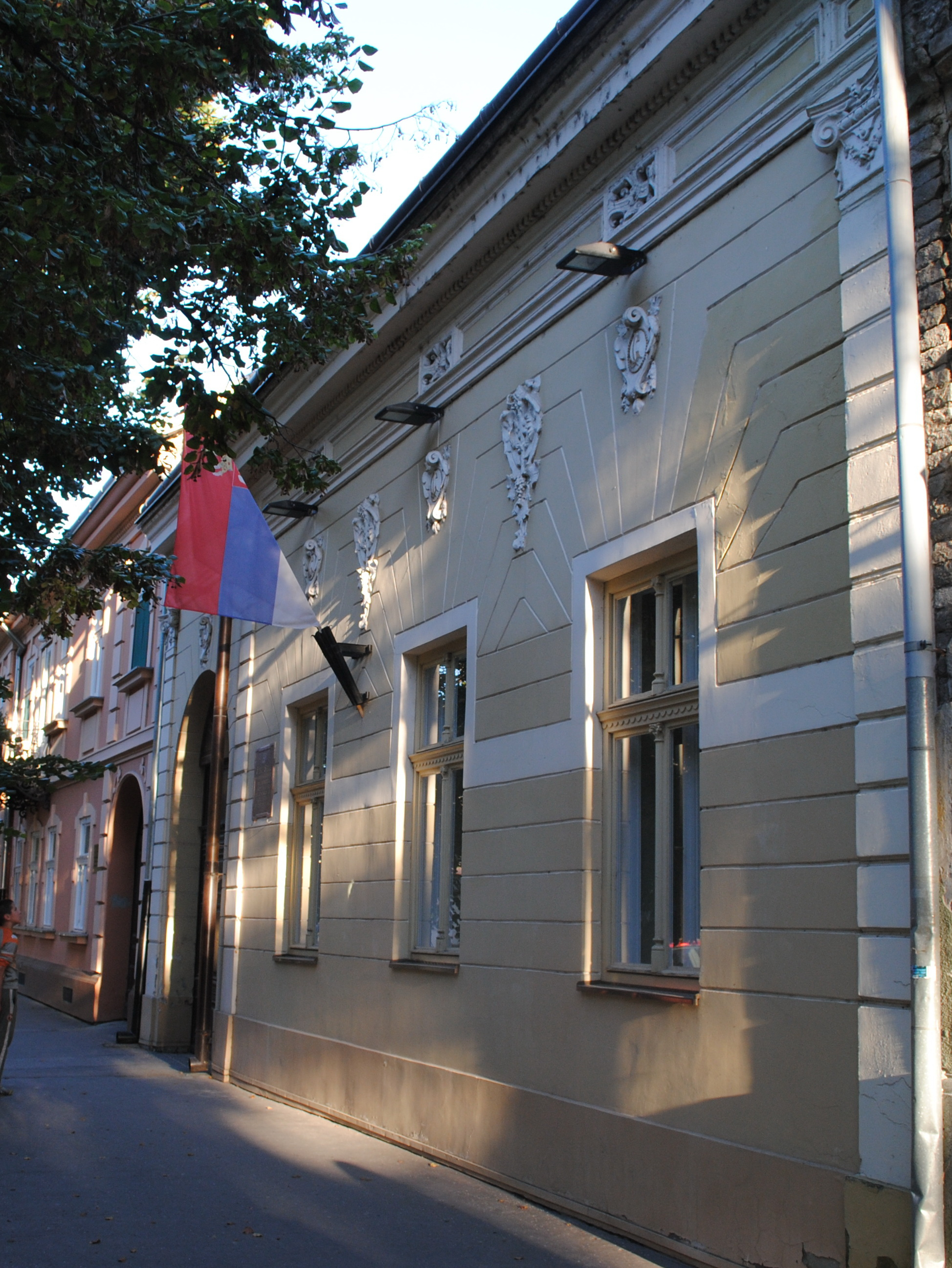
La maison natale de Stevan Sremac à Senta
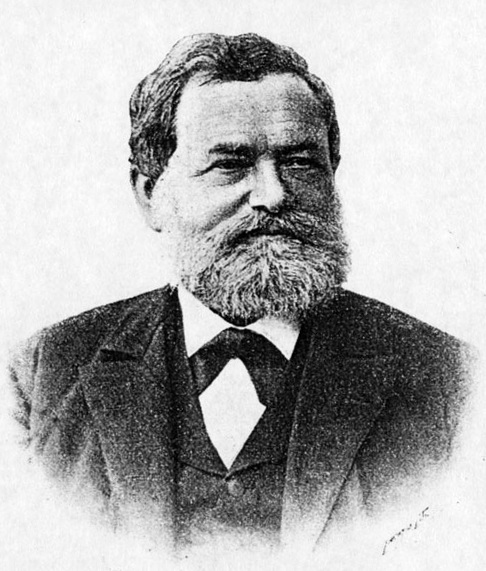
L'écrivain Jovan Đorđević, l'oncle de Stevan Sremac qui l'a accueilli à Belgrade.
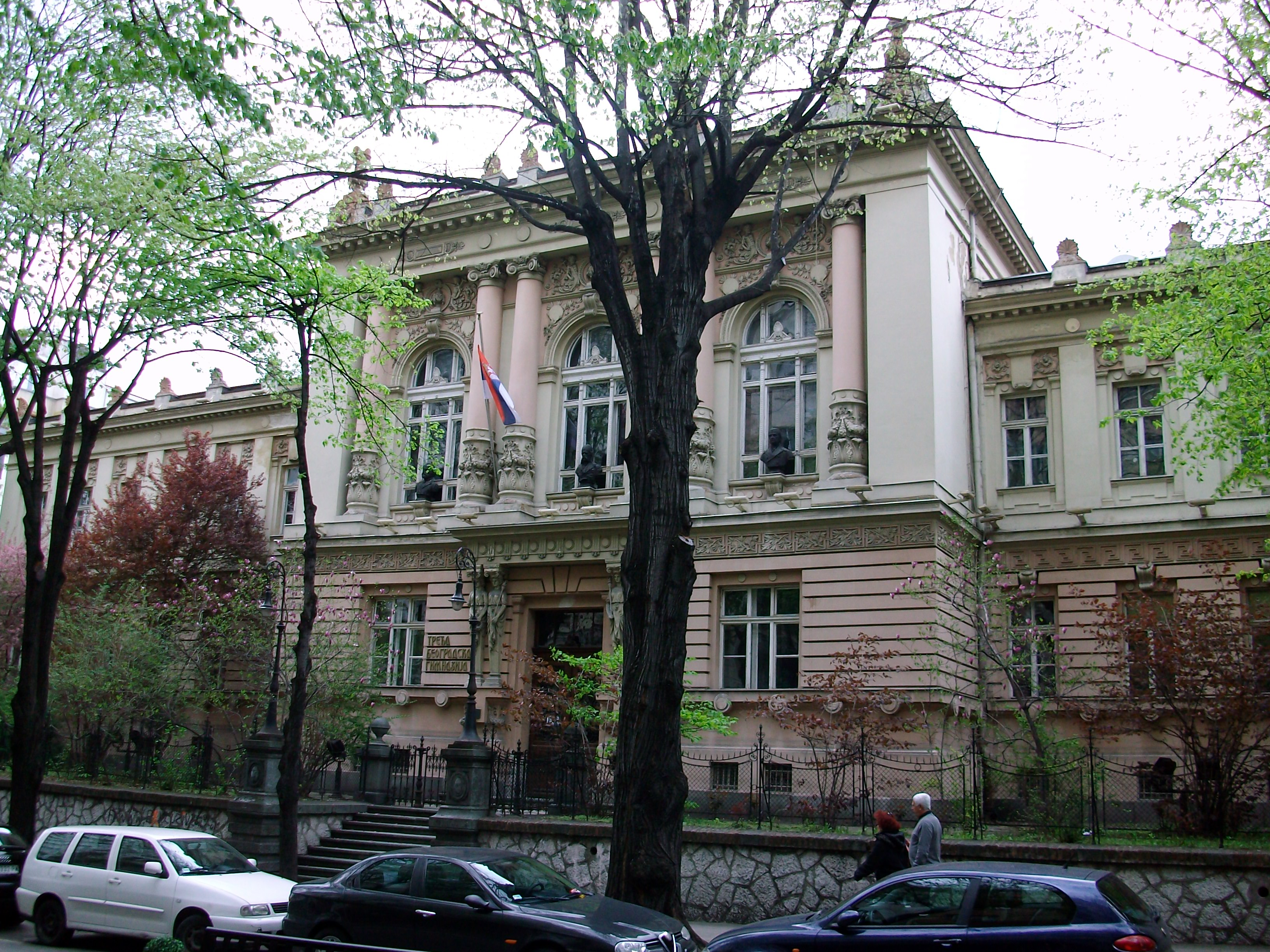
Le troisième lycée de Belgrade, où Stevan Sremac a effectué ses études secondaires.
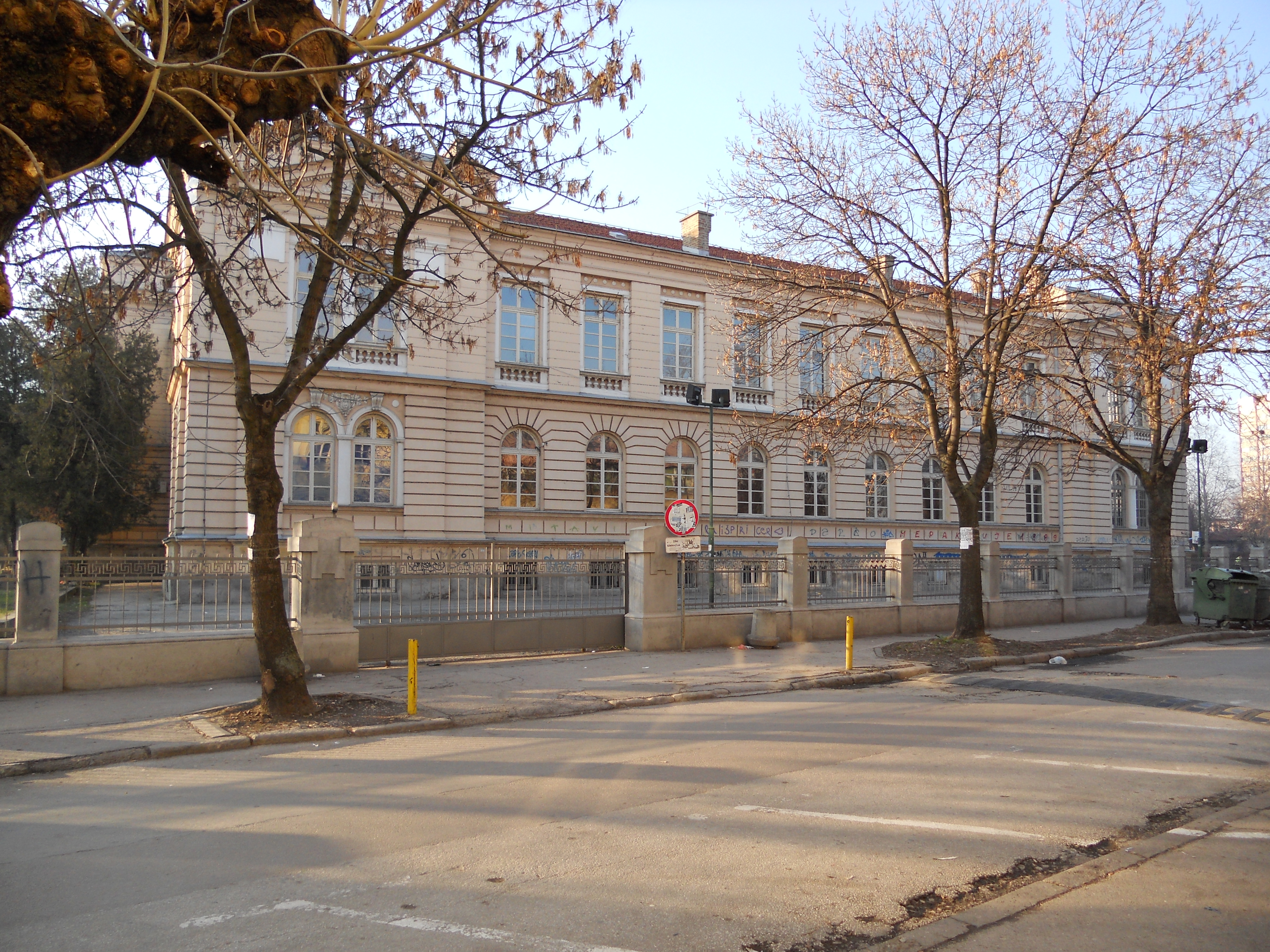
Le lycée Stevan Sremac à Niš, où l'écrivain a enseigné de 1879 à 1892.
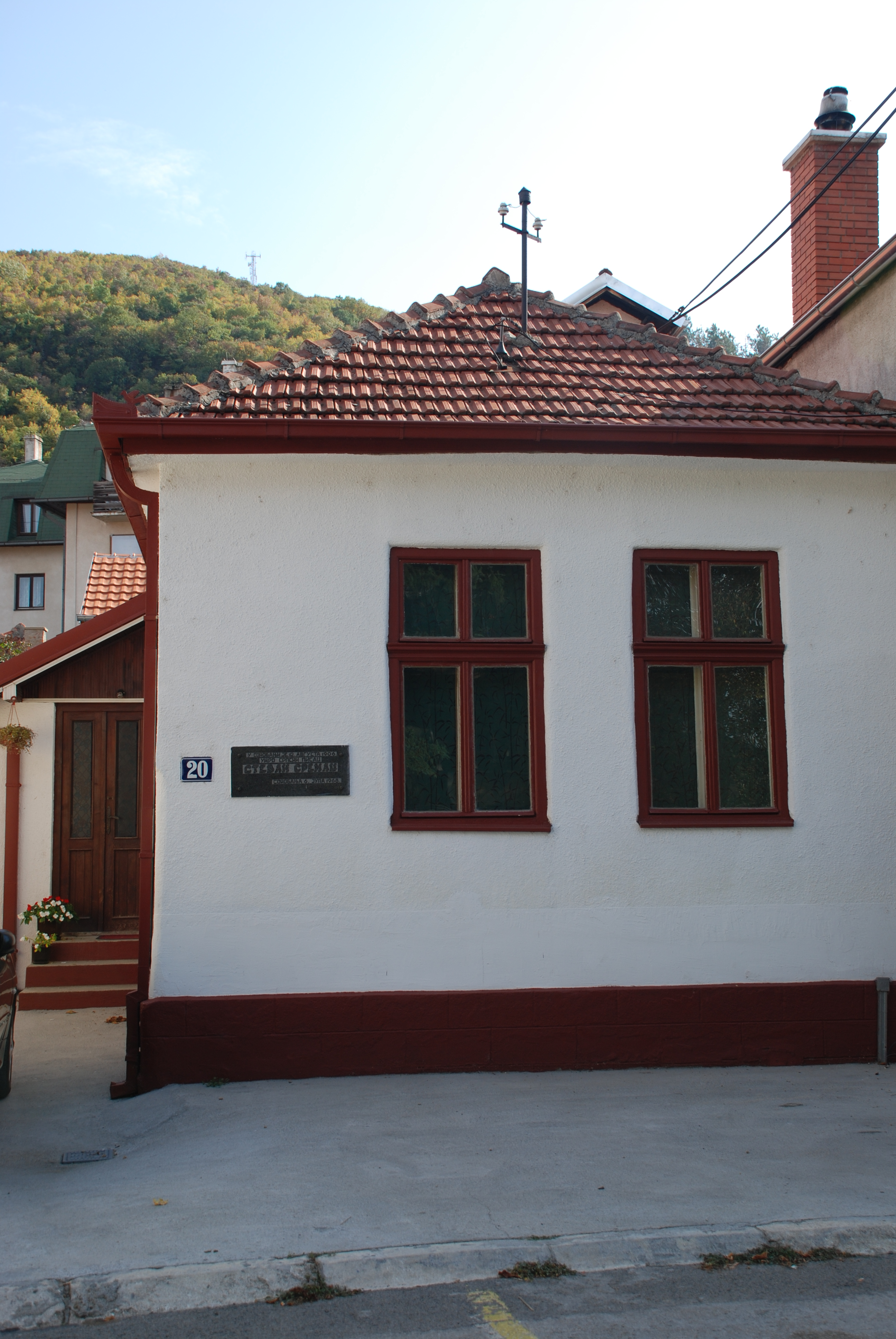
La maison de Stevan Sremac à Sokobanja, où l'écrivain a vécu et est mort.

Il commence sa carrière d'écrivain à l'âge de 33 ans, avec des chroniques romancées tirées d'événements et de personnages de l'histoire serbe. Elles ont été publiées seulement en 1903, sous le titre de Iz knjiga starostavnih (Tiré des anciens livres).
La plupart de ses ouvrages sont des recueils de nouvelles et des romans, inspirés par l'atmosphère de la Serbie de son époque. Ses peintures, qui mêlent le réalisme et la satire, sont également remplies d'humour. Ses histoires relèvent son affection pour un ancien style de vie qui, à son époque, était en train de disparaître. Ses intrigues sont situées dans la  région de la Bačka, à Belgrade et surtout dans le sud de la Serbie, où il a vécu et enseigné. La période des onze années qu'il a passées à Niš est aussi sa plus productive.
En 1906, l'année même de sa mort, Stevan Sremac a été élu à l'Académie royale de Serbie.
Sur le plan politique, Sevan Sremac était membre du Parti libéral, un parti conservateur qui soutenait la dynastie des Obrenović.
Il est enterré au nouveau cimetière de Belgrade.

## Postérité
Le musée national de Niš possède une collection dédiée à la mémoire de l'écrivain ; cette collection a été constituée à partir de l'héritage de Sremac acheté en 1951-1952 à son ami et biographe, l'écrivain Milorad Pavlović-Krpa, avec deux autres pièces achetée à Angelina Pavlović, la fille de Milorad Pavlović en 1961 et 1968. La collection s'est enrichie en 2002 grâce à des dons de l'écrivain Kosta Dimitrijević et de l'historien de l'art Nikola Kusovac ; elle compte aujourd'hui 179 objets plus la bibliothèque de Stevan Sremac constituée de 447 livres. Elle comprend des manuscrits originaux, dont des fragments de la version originale Zona Zamfirova, le manuscrit complet de l'histoire Ibish Aga, des extraits de Kir-Geras, ainsi que les histoires La Fumée dans la fumée, Le Gilet et l'Idéal ; elle abrite aussi des manuscrits de l'écrivain Jovan Đorđević (1826-1900), l'oncle de Stevan Sremac, qui a notamment écrit le Bože Pravde, l'hymne national de la Serbie. On y trouve des documents personnels, comme des notes préparatoires pour les cours d'histoire, des photographies, des cartes postales ou encore une carte scolaire de géographie imprimée à Vienne en 1880, et une carte de la Suède et de la Norvège vers 1880. On peut y voir des objets personnels de l'écrivain et des meubles lui ayant appartenu (bureau), table de salon, chaise de repos), des lithographies ainsi que deux tableaux, dont une huile de Cyril Kutlík représentant le Le Songe du prince Marko peinte vers 1900. Parmi les livres de la bibliothèque de Stevan Sremac, en plus des manuscrits et des livres rédigés en serbe, on peut signaler des ouvrages écrits en allemand, en russe, en français, en bulgare, en hongrois et en latin. Parmi les livres considérés comme exceptionnels figurent une ancienne édition de la Bible en slavon d'église publiée à Moscou en 1762, des œuvres de Vuk Stefanović Karadžić (1787-1864) publiées à Vienne de 1845 à 1857 dans le monastère arménien de la capitale autrichienne et une Petite Grammaire serbe (en serbe : Mala srpska gramatika) de Đuro Daničić (1825-1882) de 1850.

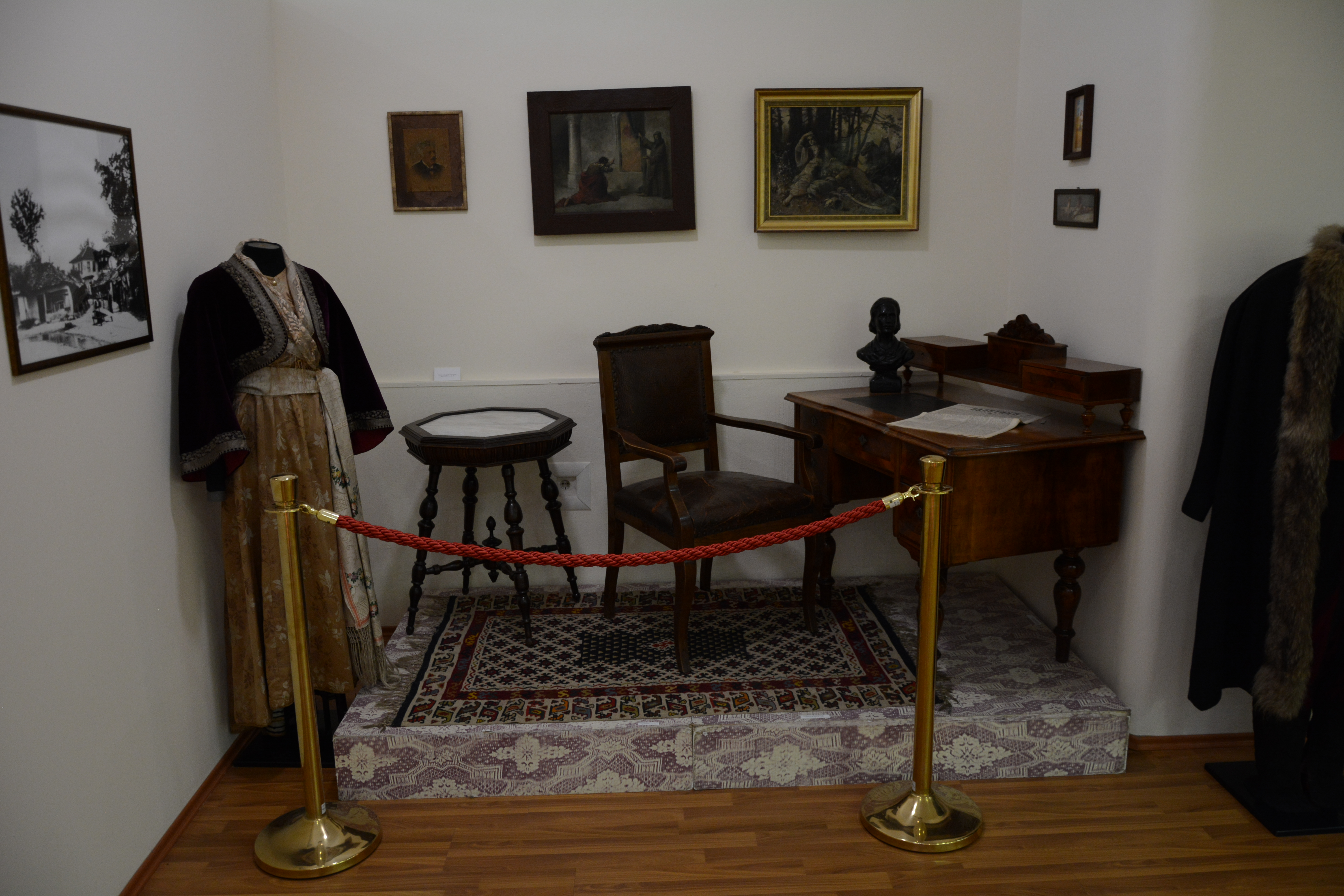
Vue de la pièce commémorative Stevan Sremac.
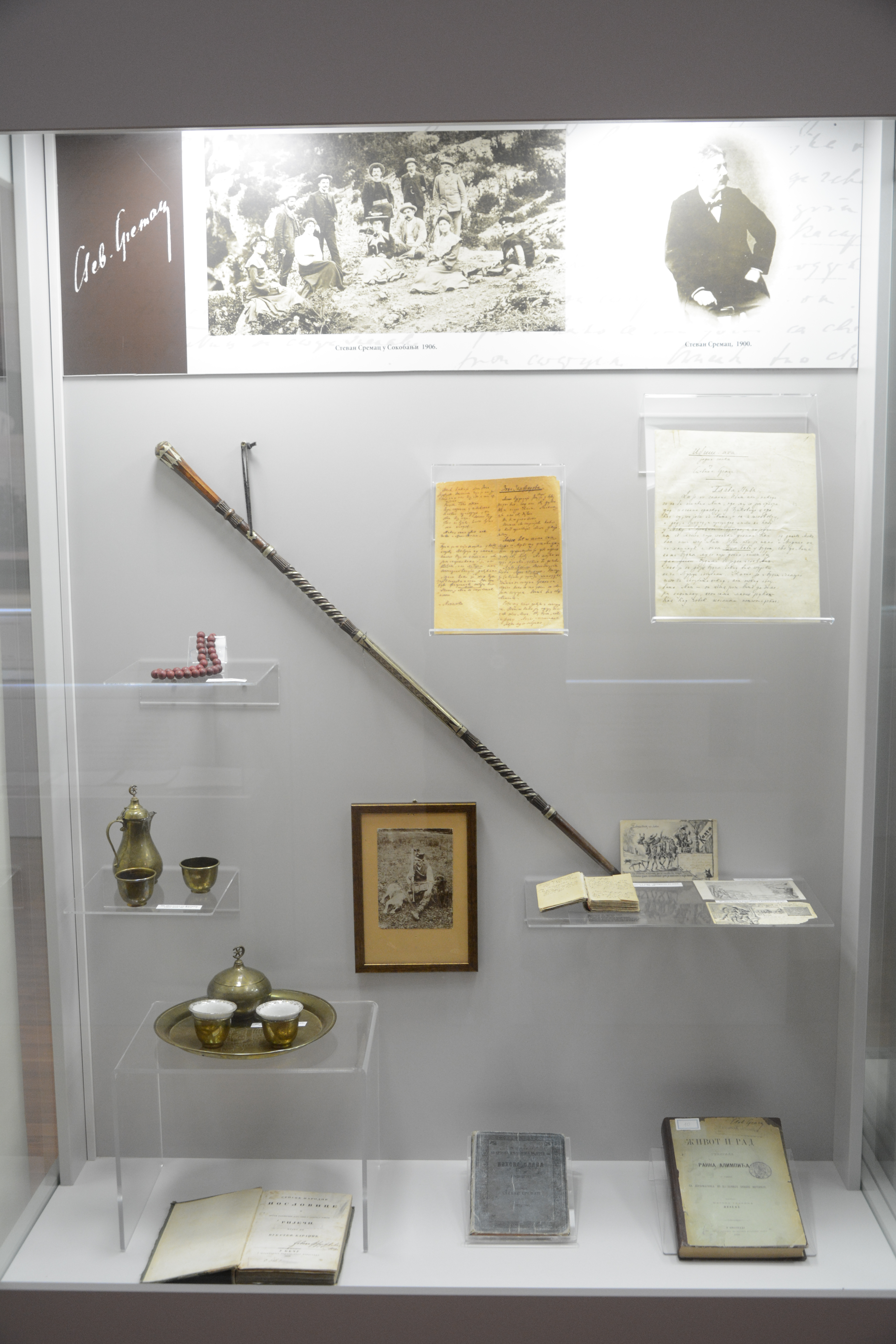
Vitrine avec des souvenirs liés à Stevan Sremac.
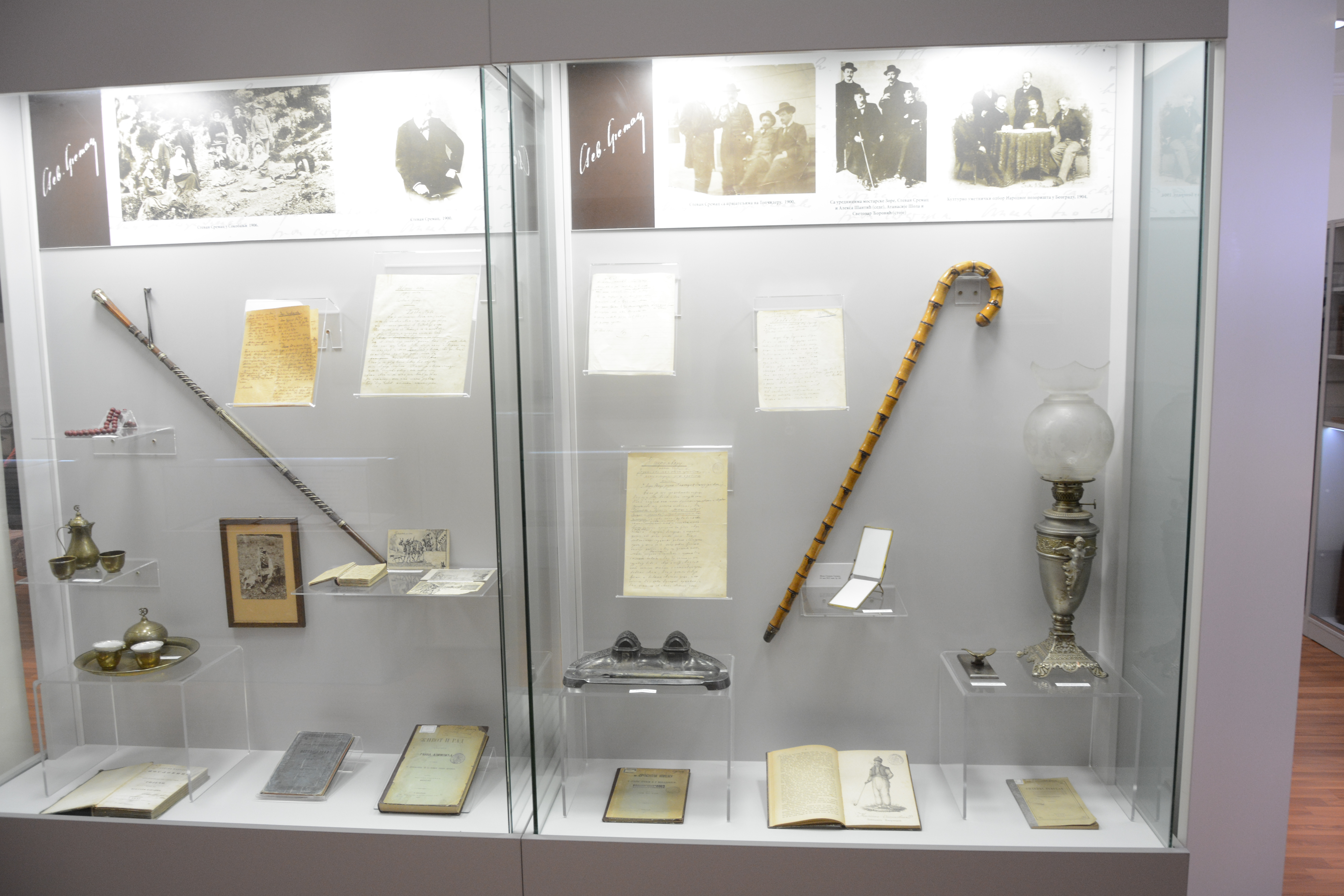
Autre vitrine de souvenirs.
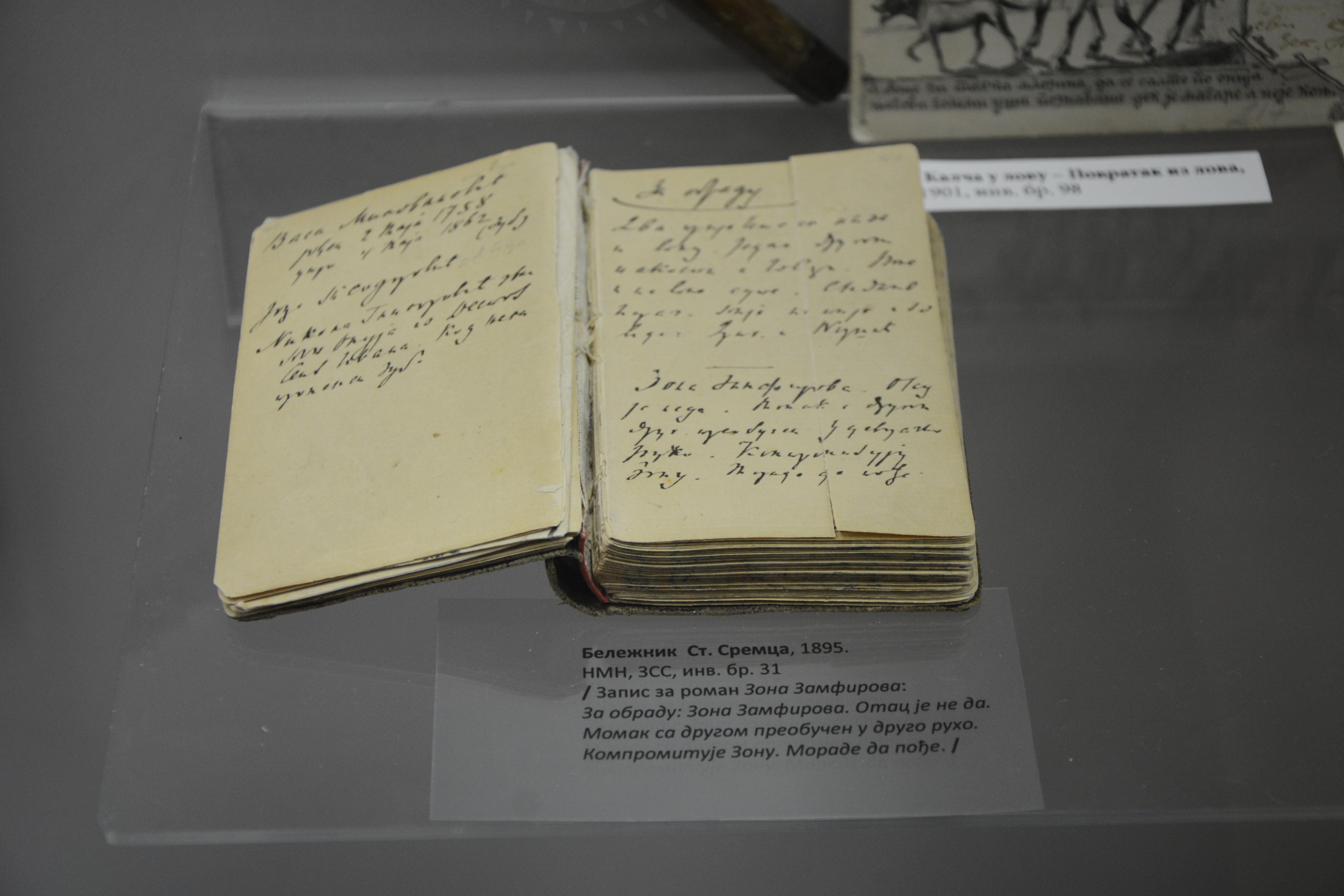
Notes manuscrites pour le roman Zona Zamfirova.

Beaucoup des œuvres de Sremac ont été adaptées pour le théâtre et le cinéma. Le Théâtre national de Belgrade a ainsi souvent représenté des adaptations de Zona Zamfirova et d'Ivkova Slava, dans des représentations où le texte était accompagné de chant. Son roman Pop Ćira i pop Spira est devenu une série télévisée dans les années 1980. Et le réalisateur Zdravko Šotra a adapté Zona Zamfirova (2002) et Ivkova slava (2005) ; ces deux films ont remporté un grand succès en Serbie et au Monténégro.

## Œuvres
- Božićna pečenica (Rôti de Noël) (1893)
- Ivkova slava (La Slava d'Ivko) (1895)
- Limunacija na selu (L'Illemonation au village) (1896)
- Pop Ćira i pop Spira (Le pope Ćira et le pope Spira) (1898)
- Iz knjiga starostavnih (Tiré des anciens livres) (1903).
- Vukadin (1903)
- Zona Zamfirova (1906)